# Graphomya kovaci
Graphomya kovaci är en tvåvingeart som beskrevs av Adrian C. Pont 1997. Graphomya kovaci ingår i släktet Graphomya och familjen husflugor. Inga underarter finns listade i Catalogue of Life.